# Тіфтон (Джорджія)
Тіфтон (англ. Tifton) — місто (англ. city) в США, в окрузі Тіфт штату Джорджія. Населення — 17 045 осіб (2020).

## Географія
Тіфтон розташований за координатами 31°27′44″ пн. ш. 83°31′14″ зх. д. / 31.46222° пн. ш. 83.52056° зх. д. (31.462100, -83.520494).  За даними Бюро перепису населення США в 2010 році місто мало площу 33,11 км², з яких 32,35 км² — суходіл та 0,76 км² — водойми.

### Клімат
Місто знаходиться у зоні, котра характеризується вологим субтропічним кліматом. Найтепліший місяць — липень із середньою температурою 27.1 °C (80.8 °F). Найхолодніший місяць — січень, із середньою температурою 9.9 °С (49.8 °F).
| Клімат Тіфтона          | Клімат Тіфтона | Клімат Тіфтона | Клімат Тіфтона | Клімат Тіфтона | Клімат Тіфтона | Клімат Тіфтона | Клімат Тіфтона | Клімат Тіфтона | Клімат Тіфтона | Клімат Тіфтона | Клімат Тіфтона | Клімат Тіфтона | Клімат Тіфтона |
| Показник                | Січ.           | Лют.           | Бер.           | Квіт.          | Трав.          | Черв.          | Лип.           | Серп.          | Вер.           | Жовт.          | Лист.          | Груд.          | Рік            |
| Середній максимум, °C   | 15,9           | 17,4           | 21,1           | 25,4           | 29,3           | 32             | 32,8           | 32,6           | 30,8           | 26,3           | 21,1           | 16,9           | 25,2           |
| Середня температура, °C | 9,9            | 11,2           | 14,7           | 18,8           | 22,9           | 26,1           | 27,1           | 26,9           | 24,9           | 19,7           | 14,4           | 10,6           | 18,9           |
| Середній мінімум, °C    | 3,8            | 4,8            | 8,3            | 12,2           | 16,6           | 20,2           | 21,4           | 21,3           | 19,1           | 13,1           | 7,8            | 4,3            | 12,7           |
| Норма опадів, мм        | 111            | 103            | 126            | 98             | 86             | 115            | 138            | 122            | 91             | 57             | 62             | 91             | 1201           |
| Днів з опадами          | 9              | 8              | 9              | 7              | 7              | 10             | 13             | 11             | 8              | 5              | 6              | 8              | 103            |
| ----------------------- | -------------- | -------------- | -------------- | -------------- | -------------- | -------------- | -------------- | -------------- | -------------- | -------------- | -------------- | -------------- | -------------- |
| Джерело: Weatherbase    |                |                |                |                |                |                |                |                |                |                |                |                |                |

## Демографія
Згідно з переписом 2010 року, у місті мешкало 16 350 осіб у 6067 домогосподарствах у складі 3712 родин. Густота населення становила 494 особи/км².  Було 6752 помешкання (204/км²).
Расовий склад населення:
| - 52,3 % — білих - 36,3 % — чорних або афроамериканців - 1,9 % — азіатів - 0,2 % — корінних американців - 7,6 % — осіб інших рас |

До двох чи більше рас належало 1,7 %. Частка іспаномовних становила 11,4 % від усіх жителів.
За віковим діапазоном населення розподілялося таким чином: 25,3 % — особи молодші 18 років, 62,4 % — особи у віці 18—64 років, 12,3 % — особи у віці 65 років та старші. Медіана віку мешканця становила 30,3 року. На 100 осіб жіночої статі у місті припадало 89,4 чоловіків;  на 100 жінок у віці від 18 років та старших — 84,9 чоловіків також старших 18 років.
Середній дохід на одне домашнє господарство  становив 47 496 доларів США (медіана — 32 119), а середній дохід на одну сім'ю — 55 317 доларів (медіана — 36 381). Медіана доходів становила 32 724 долари для чоловіків та 30 858 доларів для жінок. За межею бідності перебувало 39,8 % осіб, у тому числі 54,2 % дітей у віці до 18 років та 20,7 % осіб у віці 65 років та старших.
Цивільне працевлаштоване населення становило 5847 осіб. Основні галузі зайнятості: освіта, охорона здоров'я та соціальна допомога — 25,1 %, роздрібна торгівля — 16,0 %, мистецтво, розваги та відпочинок — 11,8 %, науковці, спеціалісти, менеджери — 8,9 %.